# Frankie Stevens
Pour les articles homonymes, voir Stevens.
Frankie Stevens, dit également Franky Stevens, Steven ou Stephens, est un chef coutumier et homme politique vanuatais.

## Biographie
Il est l'un des fils de Jimmy Stevens, le fondateur du mouvement Nagriamel, mouvement de défense de la propriété autochtone des terres durant la période coloniale franco-britannique, et de promotion de la coutume sur l'île d'Espiritu Santo. Le mouvement mène une sécession de l'île lorsque le Vanuatu accède à l'indépendance en 1980. La sécession échoue, et Jimmy Stevens est incarcéré. Quelques mois après la libération de son père, Frankie Stevens se présente pour le Nagriamel aux élections législatives vanuataises de 1991. Grâce à l'alliance électorale avec le Parti progressiste mélanésien négociée par son père, il est élu député d'Espiritu Santo au Parlement de Vanuatu,. Il siège initialement sur les bancs de l'opposition au gouvernement de coalition mené par Maxime Carlot, et est pendant quelques jours, en mars 1994, le whip-en-chef du bloc d'opposition parlementaire mené par Barak Sopé (du Parti progressiste mélanésien) et Vincent Boulekone (de l'Union tan). Le 15 mars, toutefois, il accepte le poste de ministre chargé des relations avec le Parlement dans le gouvernement de Maxime Carlot, et rejoint ainsi la majorité parlementaire.
Contesté au sein du mouvement en raison de son rapprochement du gouvernement Carlot et en raison de son christianisme, Frankie Stevens est battu dans sa circonscription aux élections de 1995. Se présentant aux élections de 1998 avec l'étiquette du Vemarana, nom de la république sécessionniste d'Espiritu Santo en 1980, il échoue à retrouver un siège au Parlement,,,. Au début des années 2020 il demeure le chef du Nagriamel.